# Phản xạ Hering–Breuer
Phản xạ Hering – Breuer (đặt tên theo Josef Breuer và Ewald Hering) là một phản xạ được kích hoạt để ngăn chặn căng phồng phổi quá mức. Receptor thụ cảm sức căng phổi tồn tại trên thành phế quản và tiểu phế quản của đường thở sẽ đáp ứng với căng giãn phổi quá mức khi lượng khí hít vào lớn.
Sau khi kích hoạt, receptor truyền điện thế hoạt động qua các neuron lớn có bao myelin của thần kinh lang thang đến vùng hô hấp trong tủy và trung tâm ức chế hô hấp của cầu não. Vùng hô hấp sẽ bị ức chế trực tiếp và trung tâm ức chế hô hấp sẽ ức chế kích hoạt vùng hô hấp, khiến cơ thể không thở vào được nữa mà chỉ có thể thở ra.

## Tốc độ và độ sâu của nhịp thở
Các nhà sinh lý học ban đầu tin rằng phản xạ đóng một vai trò quan trọng trong việc xác định tốc độ và độ sâu của nhịp thở ở người. Mặc dù nhận định này này có thể đúng với hầu hết các loài động vật, nhưng nhận định không còn đúng với hầu hết những người trưởng thành khi nghỉ ngơi. Tuy nhiên, phản xạ có thể xác định nhịp thở và độ sâu ở trẻ sơ sinh và ở người trưởng thành khi thể tích khí lưu thông (TV hoặc VT, Tidal volume) lớn hơn 1 L, như khi tập thể dục.